# Traccia di Hayashi

La traccia di Hayashi di una stella simile al sole.
1. Collasso della protostella: interno totalmente convettivo.
2. Crescita della temperatura effettiva: innesco delle prime reazioni nucleari, primo abbozzo del nucleo radiativo (ingresso nella traccia di Henyey).
3. Innesco della fusione dell'idrogeno: nucleo totalmente radiativo (ingresso nella ZAMS).

Le tracce di Hayashi di stelle di massa differente: da notare la "regione proibita".

In astronomia, con il termine traccia di Hayashi ci si riferisce al percorso che una protostella compie sul diagramma H-R dopo che la nube protostellare ha raggiunto l'equilibrio idrostatico. 

## Descrizione
Nel 1961 Chūshirō Hayashi mostrò che esiste un limite inferiore alla temperatura efficace al di sotto del quale l'equilibrio idrostatico non può essere mantenuto. Questa temperatura minima, che si aggira intorno ai 4000 K, corrisponde ad un confine sulla parte destra del diagramma H-R oltre il quale le stelle (che sono corpi in equilibrio idrostatico) non possono stare.
Una nube protostellare che si trovasse ad una temperatura inferiore ai 4000 K non si troverebbe in equilibrio idrostatico, ed inizierebbe a contrarsi e riscaldarsi fino a raggiungere il limite di Hayashi. Una volta raggiunto questo limite, la nube protostellare diventerà una protostella che continuerà a contrarsi per effetto del meccanismo di Kelvin-Helmholtz, mantenendo la sua temperatura effettiva quasi costante e rimanendo così in prossimità del limite di Hayashi.
Sul diagramma H-R pertanto la traccia di Hayashi è una linea quasi verticale. Le stelle che si trovano al limite di Hayashi sono totalmente convettive: questo perché sono stelle fredde e altamente opache, pertanto il trasporto radiativo di energia non è efficiente e, di conseguenza, all'interno della stella s'instaura un forte gradiente di temperatura che origina moti convettivi.
Stelle con masse minori di 0,5 masse solari restano sulla traccia di Hayashi (sono cioè totalmente convettive) durante la loro fase di pre-sequenza principale, agganciandosi alla sequenza principale nella parte bassa della traccia di Hayashi. Per le stelle di massa maggiore di 0,5 masse solari la traccia di Hayashi finisce ed inizia la traccia di Henyey, quando la temperatura interna della stella diventa sufficientemente alta da far crollare l'opacità centrale e far diventare il trasporto radiativo di energia molto più efficiente del trasporto convettivo: la minima luminosità sulla traccia di Hayashi per una stella di una data massa corrisponde perciò alla luminosità più bassa alla quale la stella è ancora pienamente convettiva.
Il processo convettivo che avviene lungo la traccia di Hayashi ha come conseguenza il raggiungimento di una composizione sufficientemente omogenea della stella al momento in cui arriva nella fase di sequenza principale (ZAMS, Zero-Age Main Sequence, sequenza principale d'età zero).